# Papi Khomane
Papi Khomane (ur. 31 stycznia 1975, zm. 25 listopada 2023) – południowoafrykański piłkarz grający na pozycji obrońcy. W reprezentacji Republiki Południowej Afryki rozegrał 9 meczów.

## Kariera klubowa
Karierę piłkarską Khomane rozpoczął w klubie Jomo Cosmos z Johannesburga. W 1994 roku zadebiutował w jego barwach w pierwszej lidze południowoafrykańskiej. W klubie tym grał do lata 1998 roku i rozegrał w nim łącznie 91 ligowych meczów.
W 1998 roku Khomane odszedł do innego zespołu z Johannesburga, Orlando Pirates. W Orlando Pirates grał do końca sezonu 2006/2007, czyli do zakończenia swojej kariery piłarskiej. Wraz z zespołem Orlando Pirates dwukrotnie wywalczył mistrzostwo Premier Soccer League w latach 2001 i 2003. W 2000 roku zdobył MTN 8 Cup, a w latach 1999 i 2001 wygrał Charity Cup. W Orlando Pirates wystąpił 151 razy w meczach ligowych.
| Sezon   | Klub            | Kraj              | Rozgrywki             | Mecze | Bramki |
| ------- | --------------- | ----------------- | --------------------- | ----- | ------ |
| 1994    | Jomo Cosmos     | Południowa Afryka | I. liga               | 21    | 0      |
| 1995    | Jomo Cosmos     | Południowa Afryka | I. liga               | 20    | 0      |
| 1996/97 | Jomo Cosmos     | Południowa Afryka | Premier Soccer League | 25    | 0      |
| 1997/98 | Jomo Cosmos     | Południowa Afryka | Premier Soccer League | 25    | 0      |
| 1998/99 | Orlando Pirates | Południowa Afryka | Premier Soccer League | 20    | 0      |
| 1999/00 | Orlando Pirates | Południowa Afryka | Premier Soccer League | 23    | 0      |
| 2000/01 | Orlando Pirates | Południowa Afryka | Premier Soccer League | 21    | 0      |
| 2001/02 | Orlando Pirates | Południowa Afryka | Premier Soccer League | 36    | 0      |
| 2002/03 | Orlando Pirates | Południowa Afryka | Premier Soccer League | 16    | 0      |
| 2003/04 | Orlando Pirates | Południowa Afryka | Premier Soccer League | 25    | 0      |
| 2004/05 | Orlando Pirates | Południowa Afryka | Premier Soccer League | 8     | 0      |
| 2005/06 | Orlando Pirates | Południowa Afryka | Premier Soccer League | 2     | 0      |
| 2006/07 | Orlando Pirates | Południowa Afryka | Premier Soccer League | 0     | 0      |

## Kariera reprezentacyjna
W reprezentacji Republiki Południowej Afryki Khomane zadebiutował w 1998 roku. W 2000 roku podczas Pucharu Narodów Afryki 2000 wystąpił w 2 meczach: z Algierią (1:1) i o 3. miejsce z Tunezją (4:3). W kadrze narodowej od 1998 do 2000 roku rozegrał 9 meczów.